# Campionati Internazionali di Sicilia 2006 - Qualificazioni singolare
Le qualificazioni del singolare dei Campionati Internazionali di Sicilia 2006 sono state un torneo di tennis preliminare per accedere alla fase finale della manifestazione. I vincitori dell'ultimo turno sono entrati di diritto nel tabellone principale. In caso di ritiro di uno o più giocatori aventi diritto a questi sono subentrati i lucky loser, ossia i giocatori che hanno perso nell'ultimo turno ma che avevano una classifica più alta rispetto agli altri partecipanti che avevano comunque perso nel turno finale.
Le qualificazioni del torneo Campionati Internazionali di Sicilia 2006 prevedevano 32 partecipanti di cui 4 sono entrati nel tabellone principale.

## Teste di serie
1. Federico Luzzi (Qualificato)
2. Óscar Hernández (ultimo turno)
3. Juan Antonio Marín (Qualificato)
4. Diego Junqueira (ultimo turno)

1. Simone Vagnozzi (ultimo turno)
2. Juan Pablo Guzmán (Qualificato)
3. Daniel Gimeno Traver (ultimo turno)
4. Andreas Beck (secondo turno)

## Qualificati
1. Federico Luzzi
2. Juan Pablo Guzmán

1. Juan Antonio Marín
2. František Čermák

## Tabellone

### Legenda
| - Q = Qualificato - WC = Wild card - LL = Lucky loser | - ALT = Alternate - SE = Special Exempt - PR = Protected Ranking | - w/o = Walkover - r = Ritirato - d = Squalificato |

### Sezione 1
|  | Primo turno       | Primo turno       | Primo turno       | Primo turno | Primo turno |  |  | Secondo turno | Secondo turno        | Secondo turno   | Secondo turno        | Secondo turno        |   |      | Ultimo turno | Ultimo turno   | Ultimo turno   | Ultimo turno | Ultimo turno |  |
|  |                   |                   |                   |             |             |  |  |               |                      |                 |                      |                      |   |      |              |                |                |              |              |  |
|  |                   |                   |                   |             |             |  |  |               |                      |                 |                      |                      |   |      |              |                |                |              |              |  |
|  |                   |                   |                   |             |             |  |  | 1             | Federico Luzzi       | Federico Luzzi  | 6                    | 6                    |   |      |              |                |                |              |              |  |
|  |                   |                   |                   |             |             |  |  |               | Leonardo Azzaro      | Leonardo Azzaro | 4                    | 4                    |   |      |              |                |                |              |              |  |
|  |                   |                   |                   |             |             |  |  |               |                      |                 |                      |                      |   |      | 1            | Federico Luzzi | Federico Luzzi | 6            | 7            |  |
|  | Dušan Vemić       | Dušan Vemić       | Dušan Vemić       | 6           | 6           |  |  |               |                      | 7               | Daniel Gimeno Traver | Daniel Gimeno Traver | 1 | 6(1) |              |                |                |              |              |  |
|  | Germano Giacalone | Germano Giacalone | Germano Giacalone | 2           | 2           |  |  |               | Dušan Vemić          | 7               | 3                    | 1                    |   |      |              |                |                |              |              |  |
|  |                   |                   |                   |             |             |  |  | 7             | Daniel Gimeno Traver | 62              | 6                    | 6                    |   |      |              |                |                |              |              |  |
|  |                   |                   |                   |             |             |  |  |               |                      |                 |                      |                      |   |      |              |                |                |              |              |  |

### Sezione 2
|  | Primo turno | Primo turno | Primo turno | Primo turno | Primo turno |  |  | Secondo turno | Secondo turno     | Secondo turno     | Secondo turno     | Secondo turno     |   |   | Ultimo turno | Ultimo turno    | Ultimo turno    | Ultimo turno | Ultimo turno |  |
|  |             |             |             |             |             |  |  |               |                   |                   |                   |                   |   |   |              |                 |                 |              |              |  |
|  |             |             |             |             |             |  |  |               |                   |                   |                   |                   |   |   |              |                 |                 |              |              |  |
|  |             |             |             |             |             |  |  | 2             | Óscar Hernández   | Óscar Hernández   | 6                 | 6                 |   |   |              |                 |                 |              |              |  |
|  |             |             |             |             |             |  |  |               | Mariano Spalletti | Mariano Spalletti | 1                 | 1                 |   |   |              |                 |                 |              |              |  |
|  |             |             |             |             |             |  |  |               |                   |                   |                   |                   |   |   | 2            | Óscar Hernández | Óscar Hernández | 1            | 0r           |  |
|  |             |             |             |             |             |  |  |               |                   | 6                 | Juan Pablo Guzmán | Juan Pablo Guzmán | 6 | 2 |              |                 |                 |              |              |  |
|  |             |             |             |             |             |  |  |               | Alberto Brizzi    | Alberto Brizzi    | 0                 | 2                 |   |   |              |                 |                 |              |              |  |
|  |             |             |             |             |             |  |  | 6             | Juan Pablo Guzmán | Juan Pablo Guzmán | 6                 | 6                 |   |   |              |                 |                 |              |              |  |
|  |             |             |             |             |             |  |  |               |                   |                   |                   |                   |   |   |              |                 |                 |              |              |  |

### Sezione 3
|  | Primo turno | Primo turno | Primo turno | Primo turno | Primo turno |  |  | Secondo turno | Secondo turno      | Secondo turno      | Secondo turno   | Secondo turno |   |   | Ultimo turno | Ultimo turno       | Ultimo turno | Ultimo turno | Ultimo turno |  |
|  |             |             |             |             |             |  |  |               |                    |                    |                 |               |   |   |              |                    |              |              |              |  |
|  |             |             |             |             |             |  |  |               |                    |                    |                 |               |   |   |              |                    |              |              |              |  |
|  |             |             |             |             |             |  |  | 3             | Juan Antonio Marín | Juan Antonio Marín | 6               | 6             |   |   |              |                    |              |              |              |  |
|  |             |             |             |             |             |  |  |               | Marco Crugnola     | Marco Crugnola     | 2               | 4             |   |   |              |                    |              |              |              |  |
|  |             |             |             |             |             |  |  |               |                    |                    |                 |               |   |   | 3            | Juan Antonio Marín | 1            | 6            | 6            |  |
|  |             |             |             |             |             |  |  |               |                    | 5                  | Simone Vagnozzi | 6             | 3 | 4 |              |                    |              |              |              |  |
|  |             |             |             |             |             |  |  |               | Alessandro Torrisi | Alessandro Torrisi | 1               | 6(1)          |   |   |              |                    |              |              |              |  |
|  |             |             |             |             |             |  |  | 5             | Simone Vagnozzi    | Simone Vagnozzi    | 6               | 7             |   |   |              |                    |              |              |              |  |
|  |             |             |             |             |             |  |  |               |                    |                    |                 |               |   |   |              |                    |              |              |              |  |

### Sezione 4
|  | Primo turno             | Primo turno             | Primo turno         | Primo turno | Primo turno |  |  | Secondo turno | Secondo turno    | Secondo turno    | Secondo turno    | Secondo turno    |   |   | Ultimo turno | Ultimo turno    | Ultimo turno    | Ultimo turno | Ultimo turno |  |
|  |                         |                         |                     |             |             |  |  |               |                  |                  |                  |                  |   |   |              |                 |                 |              |              |  |
|  |                         |                         |                     |             |             |  |  |               |                  |                  |                  |                  |   |   |              |                 |                 |              |              |  |
|  |                         |                         |                     |             |             |  |  | 4             | Diego Junqueira  | Diego Junqueira  | 7                | 7                |   |   |              |                 |                 |              |              |  |
|  | Leoš Friedl             | Leoš Friedl             | 4                   | 6           | 6           |  |  |               | Leoš Friedl      | Leoš Friedl      | 5                | 5                |   |   |              |                 |                 |              |              |  |
|  | Guillem Burniol-Teixido | Guillem Burniol-Teixido | 6                   | 2           | 3           |  |  |               |                  |                  |                  |                  |   |   | 4            | Diego Junqueira | Diego Junqueira | 4            | 2            |  |
|  | František Čermák        | František Čermák        | František Čermák    | 6           | 6           |  |  |               |                  |                  | František Čermák | František Čermák | 6 | 6 |              |                 |                 |              |              |  |
|  | Francesco Nicoletti     | Francesco Nicoletti     | Francesco Nicoletti | 1           | 1           |  |  |               | František Čermák | František Čermák | 6                | 6                |   |   |              |                 |                 |              |              |  |
|  |                         |                         |                     |             |             |  |  | 8             | Andreas Beck     | Andreas Beck     | 2                | 4                |   |   |              |                 |                 |              |              |  |
|  |                         |                         |                     |             |             |  |  |               |                  |                  |                  |                  |   |   |              |                 |                 |              |              |  |